# Полищук, Михаил Андреевич
Михаил Андреевич Полищук — прапорщик пограничных войск КГБ СССР, участник войны в Афганистане, погиб при исполнении служебных обязанностей, кавалер ряда государственных наград.

## Биография
Михаил Андреевич Полищук родился 21 ноября 1960 года в селе Толстая Городищенского района Черкасской области Украинской Советской Социалистической Республики. После окончания среднего профессионально-технического училища трудился на Ольшанском сахарном заводе Городищенского района.
22 апреля 1979 года Полищук был призван на службу в Вооружённые Силы СССР. После прохождения срочной службы получил звание прапорщика. Участвовал в боевых действиях в приграничных с СССР районах Демократической Республики Афганистан, будучи старшим техником — бортовым воздушным стрелком 17-го отдельного пограничного авиационного полка Пограничных войск Комитета государственной безопасности при Совете Министров СССР, дислоцировавшемся в городе Мары Туркменской ССР. Принимал участие в 83 боевых операциях, совершив около 700 боевых вылетов. За многочисленные отличия был удостоен ряда государственных наград — ордена Красной Звезды, медалей «За отвагу», «За боевые заслуги», «За отличие в охране государственной границы СССР».
18 июля 1988 года в ходе очередного боевого вылета экипаж Полищука попал под обстрел моджахедов, в результате которого их вертолёт был сбит, все находившиеся на борту погибли.
Похоронен на кладбище села Толстая Городищенского района Черкасской области Украины.
Указом Президиума Верховного Совета СССР прапорщик Михаил Андреевич Полищук посмертно был удостоен ордена Красного Знамени.

## Память
- В честь Полищука названа улица в селе Толстая Городищенского района Черкасской области Украины[1].
- Стенд, посвящённый Полищуку, находится в музее воинов-интернационалистов Городищенского района — первом в республике подобном музее.